# Fredrik Söderman
Fredrik Söderman, döpt 8 juli 1738 i Katarina församling, Stockholm, död 18 mars 1818, var en svensk violast vid Kungliga Hovkapellet.

## Biografi
Fredrik Söderman döptes 8 juli 1738 Katarina församling, Stockholm. Han var son till hökaren Petter Söderman och Friederika Axelinia. Han i värvade sig i tonåren till Svea livgarde där han troligen fick sin musikaliska utbildning och blev sergeant 1765. Han ingick som violast i Kungliga Hovkapellet från 1772 fram till sin död 18 mars 1818.